# Chillicothe (Iowa)
Chillicothe és una població dels Estats Units a l'estat d'Iowa. Segons el cens del 2000 tenia 90 habitants.

## Demografia
Segons el cens del 2000, Chillicothe tenia 90 habitants, 38 habitatges, i 25 famílies. La densitat de població era de 151,1 habitants per km².
Dels 38 habitatges en un 28,9% hi vivien nens de menys de 18 anys, en un 50% hi vivien parelles casades, en un 7,9% dones solteres, i en un 34,2% no eren unitats familiars. En el 28,9% dels habitatges hi vivien persones soles el 10,5% de les quals corresponia a persones de 65 anys o més que vivien soles. El nombre mitjà de persones vivint en cada habitatge era de 2,37 i el nombre mitjà de persones que vivien en cada família era de 2,96.
Per edats la població es repartia de la següent manera: un 27,8% tenia menys de 18 anys, un 5,6% entre 18 i 24, un 26,7% entre 25 i 44, un 30% de 45 a 60 i un 10% 65 anys o més.
L'edat mediana era de 41 anys. Per cada 100 dones de 18 o més anys hi havia 109,7 homes.
La renda mediana per habitatge era de 30.781 $ i la renda mediana per família de 31.750 $. Els homes tenien una renda mediana de 25.417 $ mentre que les dones 25.625 $. La renda per capita de la població era de 19.075 $. Entorn del 12% de les famílies i el 13,8% de la població estaven per davall del llindar de pobresa.

## Poblacions més properes
El següent diagrama mostra les poblacions més properes.